# Yngve Lorents
Yngve Samuel Lorents, född 20 oktober 1887 i Västerås, död 11 september 1978 i Leksand, var en svensk samtidshistoriker, utrikespolitisk skribent, och redaktör. Lorents var en av dem som bildade Utrikespolitiska institutet 1938 och var dess förste ordförande.

## Biografi
Yngve Lorents var son till kontraktsprost Lorents Petersson och Anna Hildegard Lundström. Han studerade från 1905 vid Uppsala universitet och blev där en av Harald Hjärnes lärjungar med en utrikespolitisk, samtida och internationell infallsvinkel på historieämnet. År 1913 blev han filosofie licentiat och anställdes därefter vid Stockholms Dagblad som utrikeskommentator. Under tiden skrev han på sin doktorsavhandling i historia, Efter Brömsebrofreden, som han lade fram i Uppsala 1916.
År 1920 blev Lorents huvudredaktör för Bonniers konversationslexikon, 1921 andre redaktör för Svensk tidskrift och 1932 huvudredaktör för Nordisk familjebok. Sistnämnda år blev han utrikeskrönikör vid radion, vilket han var till 1948. Under andra världskriget var Lorents aktiv antinazist och sympatiserade med England, varför han och hans hustru Maj deltog i bildandet av Tisdagsklubben där de var tongivande. I ideologiskt hänseende tillhörde han den moderata högern och var engagerad för Norges sak och var aktiv inom Svensk-norska föreningen och dess ordförande 1949–1955.
Som historiker var han redaktör för Vår egen tids historia 1880–1930 (I–VII) samt var redaktör för Historisk tidskrift. Han författade även några av de första större svenska analyserna över första världskriget, i verk som Första katastrofen och Krig och internationell politik, samt om mellankrigstiden och kalla kriget. 
Lorentz deltog 1937 i bildandet av Kommittén för utrikespolitisk upplysning och blev dess ordförande. Kommittén bytte namn tre år senare till Utrikespolitiska institutet. Genom detta institut verkade Lorents i samverkan med Stockholms högskola framgångsrikt för att internationell politik skulle få status som akademisk disciplin i Sverige. I den egenskapen var han från 1946 ansvarig utgivare för Utrikespolitik. Han kvarblev som ordförande till 1959, då han lämnade Stockholm för att slå sig ned i Leksand.
År 1918 gifte han sig med översättaren Maj, dotter till Viktor Almquist och Fanny Grafström. Makarna Lorents är begravda på Leksands kyrkogård.